# Смерть после полудня (коктейль)
«Смерть после полудня» (англ. Death in the Afternoon) —  алкогольный коктейль из абсента и шампанского, изобретение которого связывают с американским писателем Эрнестом Хемингуэем; распространена точка зрения, согласно которой его называют автором этого напитка. Шампань-коктейль, рецепт которого был издан в США в 1935 году, назван в честь книги Хемингуэя «Смерть после полудня», посвящённой традициям испанской корриды.

## История
Рецепт шампань-коктейля «Смерть после полудня» был издан в 1935 году в книге «So Red the Nose or-Breath in the Afternoon Cocktail Recipes by 30 Leading Authors», где были приведены описания напитков известных людей, в том числе писателей (Эрскин Колдуэлл, Эдгар Райс Берроуз, Рокуэлл Кент). Этот напиток от имени Эрнеста Хемингуэя рекомендовалось приготовить следующим образом: «Налейте джиггер абсента в бокал для шампанского. Добавляйте ледяное шампанское, пока оно не достигнет надлежащего опалово-молочного оттенка. Медленно выпейте от трёх до пяти таких бокалов». («Pour one jigger absinthe into a Champagne glass. Add iced Champagne until it attains the proper opalescent milkiness. Drink 3 to 5 of these slowly»). Коктейль назван в честь книги Хемингуэя «Смерть после полудня» (1932), посвящённой традициям испанской корриды. В память о писателе напиток также называют «Хемингуэй» (Hemingway), «Шампанское Хемингуэя» (Hemingway Champagne). Он часто употреблял шампанское и абсент, а также неоднократно упоминал их в своих произведениях. По словам культуролога Фила Бейкера, автора книги «Абсент», Хемингуэй «убедительней всех американских писателей и с самой большой ностальгией писал о достоинствах абсента». В книге «Смерть после полудня» автор объясняет, что не выходит на арену с быками в связи с приверженностью абсенту:
— Я принял с учётом моих физических несоответствий, совета добрых друзей, а также того факта, что с течением лет становилось всё труднее выходить на арену, если только не пропустить перед этим три-четыре стопки полынной водки, которая хоть и разжигала смелость, несколько притупляла рефлексы.
Также в книге «So Red the Nose or-Breath» указывалось, что он был изобретён «писателем и тремя офицерами HMS Danae после того, как они провёл семь часов за бортом, пытаясь снять рыболовное судно капитана Бра Сондерса с мели, куда его занесло ветром». Биограф писателя Альберик Д'Ардивилье датирует изобретение писателем коктейля 1930-м годом, когда Хемингуэй находился в Париже. Он также связывает название напитка с книгой «Смерть после полудня». По характеристике Д'Ардивилье: «Считаясь „декадентским“ коктейлем, он является и самым сильным».
Существуют различные альтернативные методы приготовления «Смерти после полудня». Абсент рекомендуют добавить в стакан после шампанского, что связано с особенностями смешивания абсента с другими ингредиентами. Другие варианты возникли вследствие ограничений в приобретении абсента в некоторых странах; альтернативой могут служить аналоги абсента, крепкий пастис, например, ликёр Pernod. Подобные коктейли, сделанные на основе заменителей абсента, иногда имеют другие названия. Напиток имеет молочный вид, что вызвано спонтанной эмульсификацией абсента (или заменителя) и приобретает игристость от другого компонента — шампанского. Однако, после первого глотка коктейль существенно теряет в игристости. Подаётся со льдом в узком бокале для шампанского («флейте») или так называемом бокале-блюдце.